# La Vie du rail (hebdomadaire)
Pour les articles homonymes, voir La Vie du rail.
Ne doit pas être confondu avec La Vie du rail magazine ou Les Éditions La Vie du rail.
La Vie du rail (anciennement Notre métier) est initialement une revue bimensuelle française consacrée au chemin de fer dont la parution est devenue hebdomadaire en 1952. Elle est éditée par le groupe de presse français Les Éditions La Vie du rail. Le directeur de la publication est Vincent Lalu.

## Historique
La Vie du rail est à l'origine une revue interne de la SNCF s'appelant Notre Métier, née le 15 mai 1938, six mois après la création officielle de l'entreprise. Cette revue bimensuelle, qui était distribuée gratuitement aux cheminots, sera interdite pendant la Seconde Guerre mondiale avant de reparaître en 1944. Elle prend le titre de La Vie du rail le 7 janvier 1952 et devient un hebdomadaire payant. Par la suite, elle sera contrainte de prendre son indépendance vis-à-vis de la SNCF, qui a cessé d'être actionnaire du groupe Les Éditions La Vie du rail.[réf. souhaitée]
Aujourd'hui, quatre éditions régionales s'adressent spécifiquement aux salariés de la SNCF tandis que l'édition magazine vise un public plus large de lecteurs intéressés par le chemin de fer.[réf. souhaitée]